# چیخنووو
چیخنووو (به لهستانی:  Ciechnowo) یک روستا در لهستان است که در گمینا سواووبوژه واقع شده‌است.